# زمزمه (مجموعه تلویزیونی کره جنوبی)
زمزمه (کره‌ای: 귓속말؛ انگلیسی: Whisper) یک مجموعه تلویزیونی کره جنوبی سال ۲۰۱۷ با بازی لی بو یونگ، لی سانگ یون، کوان یول و پارک سه یونگ است. این مجموعه از ۲۷ مارس تا ۲۳ مه ۲۰۱۷، روزهای دوشنبه و سه‌شنبه ساعت ۲۲:۰۰ (کی‌اس‌تی) از اس‌بی‌اس برای ۱۷ قسمت پخش شد.

## بازیگران

### اصلی
- لی بو یونگ در نقش شین یونگ جو[۳]
- لی سانگ یون در نقش لی دونگ جون[۴]
- کوان یول در نقش کانگ جونگ ایل[۵]
- پارک سه یونگ در نقش چوی سو یون[۵]